# Anoux
Anoux település Franciaországban, Meurthe-et-Moselle megyében. Lakosainak száma 271 fő (2022. január 1.). Anoux Fléville-Lixières, Lantéfontaine, Mairy-Mainville, Norroy-le-Sec, Tucquegnieux és Val de Briey községekkel határos.

## Népesség
A település népességének változása:
| Lakosok száma | 305  | 332  | 287  | 278  | 265  | 255  | 265  | 266  | 273  | 271  |
|               | 1968 | 1982 | 1999 | 2006 | 2011 | 2015 | 2017 | 2018 | 2020 | 2022 |